# ملوود (آرکانزاس)
ملوود (به انگلیسی: Mellwood) منطقه‌ای مسکونی در ایالات متحده آمریکا است که در شهرستان فیلیپس، آرکانزاس واقع شده‌است. ملوود ۴۹٫۰۷ متر بالاتر از سطح دریا واقع شده‌است.